# Xanthaat

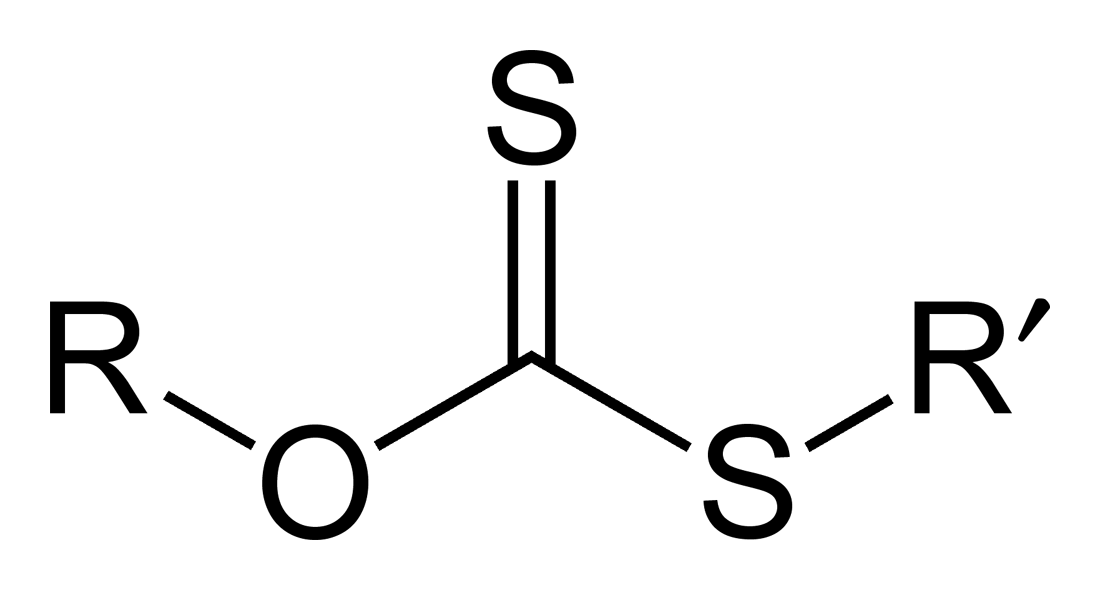
Algemene structuurformule van een xanthaat.

Een xanthaat of, minder courant, xanthogenaat is een organische functionele groep die is afgeleid van een xanthaanzuur. Ze dragen de algemene formule ROC(=S)SR'. De xanthaten kunnen worden ingedeeld in 2 groepen:
- De zoutachtige xanthaten
- De esterachtige xanthaten

De benaming is afgeleid van het Griekse ξανθός (ksantos), wat geel of goud betekent. Dit verwijst naar de typische kleur die deze esters en zouten hebben.

## Synthese
Zoutachtige xanthaten kunnen bereid worden uit de reactie van een alcohol met natrium- of kaliumhydroxide en koolstofdisulfide. Hierbij wordt eerst een alkoxide gevormd, dat daarna met koolstofdisulfide reageert tot het overeenkomstig xanthaat:
{\displaystyle \mathrm {R{-}O^{-}K^{+}\ +\ CS_{2}\longrightarrow \ R{-}O{-}CSS^{-}K^{+}} }
De esterachtige xanthaten kunnen vervolgens bereid worden uit alkylering van de zoutachtige xanthaten:
{\displaystyle \mathrm {R{-}O{-}CSS^{-}K^{+}\ +\ CH_{3}I\ \longrightarrow \ R{-}O{-}CS{-}S{-}CH_{3}\ +\ KI} }

## Reacties
Door pyrolyse van gealkyleerde xanthaten ontstaan eindstandige alkenen. Dit vormt het laatste onderdeel van de Chugaev-reactie, die in feite het gealkyleerde xanthaat als stabiel intermediair beschouwt.
{\displaystyle \mathrm {R{-}CH_{2}{-}CH_{2}{-}O{-}CS{-}SR'\ \longrightarrow \ R{-}CH{=}CH_{2}\ +\ COS\ +\ HS{-}R'} }

## Belangrijke xanthaten
De belangrijkste xanthaten zijn onder meer:
- Natriumethylxanthaat
- Natriumisopropylxanthaat
- Natriumisobutylxanthaat
- Kaliumamylxanthaat